# Еквадор на Светском првенству у атлетици на отвореном 2015.
Еквадор је учествовао на Светском првенству у атлетици на отвореном 2015. одржаном у Пекингу од 22. до 30. августа петнаести пут, односно учествовао је на свим првенствима до данас. Репрезентацију Еквадора представљало је 5 учесника (3 мушкарца и 2 жене) који су се такмичили у 5 дисциплини (3 мушких и 2 женске).,
На овом првенству Еквадор није освојио ниједну медаљу, али је постигнут један континентални, национални и лични рекорд и остварена су два најбоља лична резултата сезоне. У табели успешности према броју и пласману такмичара који су учествовали у финалним такмичењима (првих 8 такмичара) Еквадор је са једним учесником у финалу делио 65 место са 1 бодом.
| Плас. | Земља   | 1. место | 2. место | 3. место | 4. место | 5. место | 6. место | 7. место | 8. место | Бр. финал. | Бод. |
| ----- | ------- | -------- | -------- | -------- | -------- | -------- | -------- | -------- | -------- | ---------- | ---- |
| =65   | Еквадор | 0        | 0        | 0        | 0        | 0        | 0        | 0        | 1        | 1          | 1    |

## Учесници
| Мушкарци: - Alex Quiñónez — 200 м - Маурисио Артега — 20 км ходање - Андрес Чочо — 20 км ходање, 50 км ходање | Жене: - Narcisa Landazuri — 100 м - Паола Перез — 20 км ходање |  |

## Резултати

### Мушкарци
| Атлетичар       | Дисциплина   | Лични рекорд | Квалификације            | Квалификације            | Полуфинале                                | Полуфинале           | Финале               | Финале               | Детаљи                                     |
| Атлетичар       | Дисциплина   | Лични рекорд | Резултат                 | Место                    | Резултат                                  | Место                | Резултат             | Место                | Детаљи                                     |
| --------------- | ------------ | ------------ | ------------------------ | ------------------------ | ----------------------------------------- | -------------------- | -------------------- | -------------------- | ------------------------------------------ |
| Alex Quiñónez   | 200 м        | 20,28 НР     | дисквалификован          | дисквалификован          | Није се квалификовао                      | Није се квалификовао | Није се квалификовао | Није се квалификовао | Архивирано на веб-сајту (21. октобар 2015) |
| Маурисио Артега | 20 км ходање | 1:19:21      |                          |                          |                                           |                      | 1:24:01 ЛРС          | 37 / 50 (61)         | Архивирано на веб-сајту (23. август 2015)  |
| Андрес Чочо     | 20 км ходање | 1:20:40      | дисквалификован 15—20 км | дисквалификован 15—20 км |                                           |                      |                      |                      | Архивирано на веб-сајту (23. август 2015)  |
| Андрес Чочо     | 50 км ходање | 3:49.32 НР   | 3:46:00 ЈАР, НР          | 8 / 38 (54)              | Архивирано на веб-сајту (29. август 2015) |                      |                      |                      |                                            |

### Жене
| Атлетичарка       | Дисциплина   | Лични рекорд | Квалификације | Квалификације | Полуфинале            | Полуфинале            | Финале                | Финале       | Детаљи                                    |
| Атлетичарка       | Дисциплина   | Лични рекорд | Резултат      | Место         | Резултат              | Место                 | Резултат              | Место        | Детаљи                                    |
| ----------------- | ------------ | ------------ | ------------- | ------------- | --------------------- | --------------------- | --------------------- | ------------ | ----------------------------------------- |
| Narcisa Landazuri | 100 м        | 11,30        | 11,48         | 6. у гр. 6    | Није се квалификовала | Није се квалификовала | Није се квалификовала | 35 / 52 (54) | Архивирано на веб-сајту (25. август 2015) |
| Паола Перез       | 20 км ходање | 1:31:53      |               |               |                       |                       | 1:32:12               | 16 / 42 (50) | Архивирано на веб-сајту (28. август 2015) |